# آرا يسايان
"آرا ياسيان" (1968-2021)، فنان، كاتب، اديب، مخرج عراقي.

## حياته
يحسب الفنان والمخرج والمصمم والمدرب ارا يسايان (1968) بغداد، لكل حركة وخطوة في عمله، مما جعله يحل الفائدة الفكرية والعاطفية والجمالية المطلوبة في العروض الفنية والتراثية الخاصة بدار الازياء العراقية، بدلا من القوالب الجاهزة والنمطية في اللوحات الفنية للدار، باعتبار ان تقديم عرض فني متكامل يستمر لأكثر من ساعتين هو الأصعب، كونه يجمع بين فن المسرح واللوحة الفنية وعرض وثائقي لتاريخ وتراث الحضارات التي عاشت في العراق قبل أربعة آلاف سنة، معززا بكل التفاصيل الخاصة بالشكل والزي والحركة.
هذا هو شأن العبقري، بل هذا هو شأن الفنان ارا يسايان وهو يحصد المدالية الذهبية وكاس العالم وشهادة تقديرية كأفضل مخرج عربي في العالم وأفضل مخرج اوبريتات في حفل اقيم مؤخراً في العاصمة البريطانية لندن، برعاية منظمة المجموعة العربية للمبدعين العرب في العالم the arabs group وبهذا يكون أول مخرج عراقي وعربي يفوز بهذا اللقب.
الفنان ارا يسايان، قال في حديثه إلى «الصباح الجديد»، إن «هذه هي المشاركة الاولي لدار الازياء في هذا الحفل الذي اقيم بمشاركة 250 شخصية فنية ومن جميع الدول في العالم، حيث قدمت العروض واللوحات الفنية الاستعراضية والراقصة وكانت كلها بمستوى عال من التدريب والتقنية، الا ان الاوبريت الذي قدم من قبل العارضين بدار الازياء، كان قد اثار الإعجاب والدهشة من قبل كل من في الحفل، وقد سبق وان قدمته في افتتاحية (بغداد عاصمة الثقافة العربية 2013) وهو اوبريت (حقيقة العراق)، علما ان فكرة واخراج وتصميم اللوحات وتدريب العارضين والعارضات والاشراف الفني وكتابة النص من قبلي. وكان قد نال هذا العمل الإعجاب الكبير من قبل ضيوف بغداد، بل احتل الصفحات الأولى في الصحف، كونه يتحدث عن تاريخ العراق والحضارات التي عاشت على ارضه وكيف ارتقى الإنسان العراقي بعلمه وفنة وهو يرفع شعار الإنسانية، خلال اربع الاف سنة، وهذا ما جعله يحصد الجائزة الأكبر في هذا المهرجان.»
اما عن لجنة التحكيم فاوضح، إن «لجنة تحكيم الأعمال المشاركة في الحفل تضمنت شخصيات فنية من بريطانيا واميركا وروسيا ودول أخرى.
واشار إلى ان «المنافسة في الحفل المشار اليه كانت قوية مع فرق ومخرجين قدموا اعمالا كبيرة، وفي يوم توزيع الجوائز لم يتسن لي الحضور لاستلام جائزتي، لاجراءات السفر، وكان قد تسلم الجائزة عني ممثل عن وزارة الثقافة».
واضاف إلى انه «استقبل هذه الجائزة بفرح غامر وسعادة، لانه استطاع ان يقدم أفضل صورة عن العراق وحضارة وادي الرافدين، وقدم الفن والابداع العراقي الذي ينبض ويعيش برغم الظروف الصعبة التي يعيشها العراق والعراقيين».
مؤكدا ان «للعراق حق على كل المبدعين ان يرتقوا باسمه عاليا لانه بلد العطاء والخيروالانسانية».
واختتم حديثه بانه «اعتاد حصاد الجوائز من خلال مشاركات فعلية لعروض ازياء تصل إلى أكثر من 350 عرض ازياء استعراضي في محافل دولية ومحلية، وخلال رحلة مع دار الازياء بدأت عام 1978وحتى الآن حيث يعمل مديرا للعروض في الدار».

## اوبريت حقيقة العراق
ارا يسايان صاحب أفضل إخراج اوبريت ا يكاد يمر يوم الا انبرى مثقف وفنان وعالم عراقي لينال جائزة للابداع في المجال الذي يعمل فيه.في لندن السيد (آرا يسايان) يفوز بلقب أفضل مخرج اوبريت في العالم لعام 2014 في الحفل الختامي لبطولة كأس العالم للمبدعين العرب الذي أقيم في فندق (الهلتون متروبول) في العاصمة البريطانية لندن ورشح الفنان العراقي (يسايان) هذه السنة للحصول على الجائزة كأفضل مخرج اوبريت عالمي في المسابقة التي انطلقت في العاصمة البريطانية.والجدير بالذكر ان المخرج (يسايان) وهو من مواليد بغداد 1968 هو صاحب فكرة وكتابة النص في افتتاحية بغداد عاصمة الثقافة العربية 2013 (اوبريت حقيقة العراق) الذي نال اعجاب جمهور الحضور حفل الافتتاح.

## تكريمات
حصل الكاتب والفنان العراقي (آرا يسايان) على لقب أفضل مخرج أوبريت في العالم لعام 2014 في الحفل الختامي لبطولة كأس العالم للمبدعين العربالذي أقيم في فندق (الهلتون متروبول) في العاصمة البريطانية لندن بإشراف شركة المجموعة العربية المنسقة للجائزة.
ويذكر أن المخرج يسايان أخرج الكثير من الابريتات في العراق وهو صاحب فكرة وكتابة نص (حقيقة العراق) الذي افتتحت به فعاليات احتفالية بغداد عاصمة الثقافة العربية لعام 2013 وهو من مواليد بغداد 1968 وهو عضو نقابة الصحفيين العراقيين ونال درع الثقافة بمناسبة القدس عاصمة الثقافة عام 2009 كما حصل على عدة جوائز عالمية.

## وفاته
وفاة الفنان العراقي "آرا يسايان" بمضاعفات فيروس كورونا بتاريخ 13 آب 2021

## مواضيع ذات صلة
- التلفزيون العراقي
- السينما العراقية
- المسرح الوطني العراقي